# Kallhälls gård

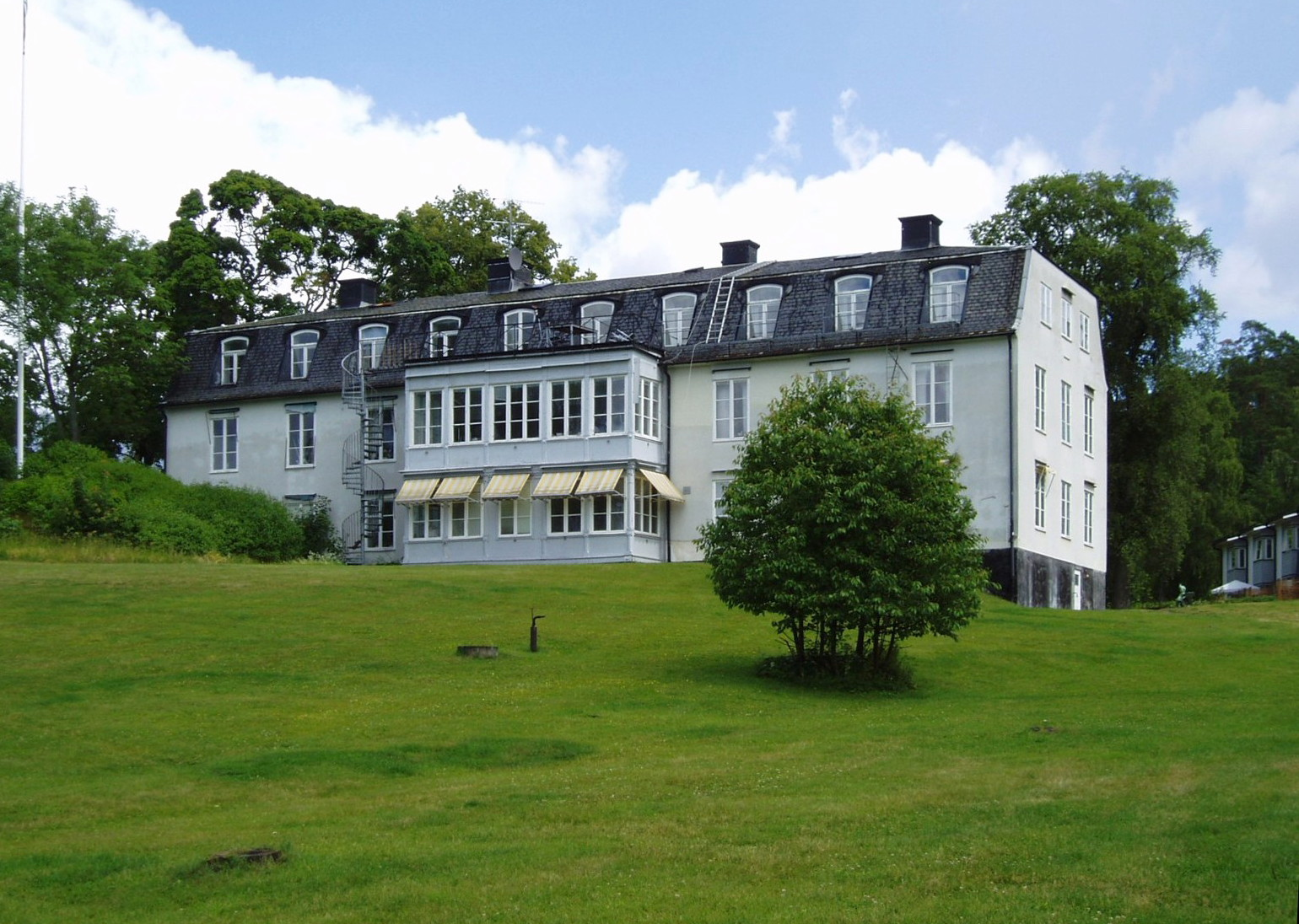
Kallhälls gård, fasad mot Mälaren, före renoveringen, juni 2011.

Kallhälls gård är en herrgård och tidigare säteri som ligger i området Kallhäll-Stäket i Järfälla socken i Järfälla kommun. Byggnaden uppfördes 1860 som sommarnöje och blev 1906 representationsbostad för industrimannen Erik August Bolinder. Huset byggdes om 1943 till kontor för Bolinders verkstäder i Kallhäll. År 2014 totalrenoverades byggnaden som sedan dess innehåller bostäder.

## Historik

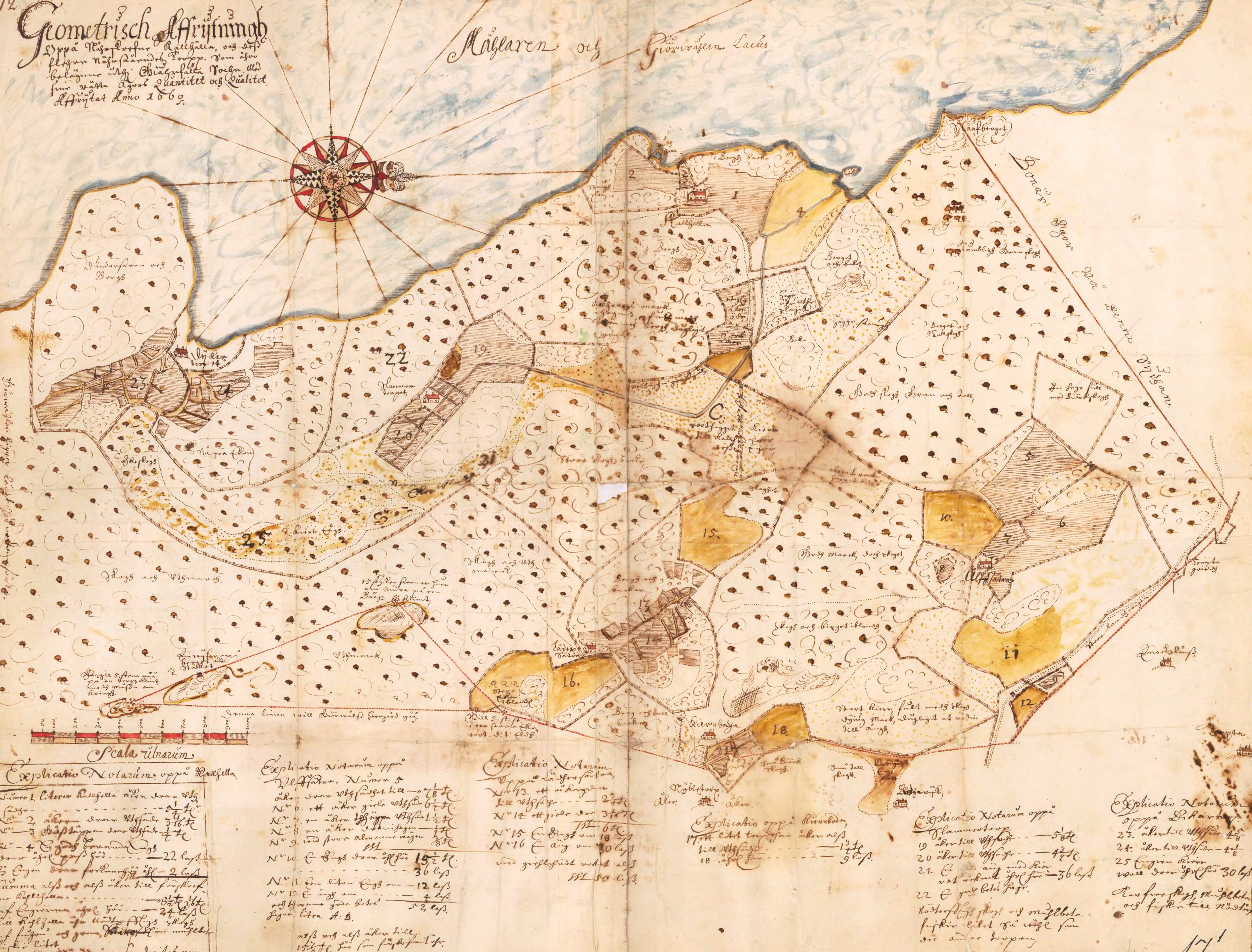
Geometrisk avmätning av Kallhäll, 1660.
(Norr är till höger)

År 1409 omnämns Kallhäll som Kalfhella och 1525 som en gård. Kallhälls gård var före reformationen ett biskopshemman. Det tillhörde då ärkebiskopsborgen i Almare-Stäkets borg. Kallhäll uppfördes som kronohemman från och med jordeboken 1631. Den äldsta kända kartan över Kallhäll är en "geometrisk avmätning" från 1660 där gården kallas Kallhälla. Egendomen Kallhäll ägdes på 1700-talet av släkten Coyet, omkring år 1820 av Liljestråle och 1859 av statsrådet Almqvist. På 1870-talet var Kallhäll ett frälsesäteri med ¹/₄ mantal. Till gården hörde kvarn och såg.
Kallhälls gård var omgiven av allé, springbrunn, rondell och en park ner mot Mälaren, som var typisk för herrgårdsanläggningar från denna tid. Längre österut sträckte sig färdvägen mot Enköping. En milstolpe från 1722, placerad mellan Kallhäll och Jakobsberg, visade att det var nio fjärdingsväg till Stockholms slott (ungefär 24 kilometer). Vidare fanns här åkrar, fruktträdgård, skogklädda bergspartier och solitära träd. Snett nedanför gårdsbyggnaden låg en fiskdamm nere vid strandlinjen mot Mälaren. På 1856 års karta låg fem ekonomibyggnader nedanför mangårdsbyggnaden och längst ute på Piludden fanns en ångbåtsbrygga.
Nuvarande huvudbyggnaden uppfördes på 1860-talet och var då rikt dekorerad sommarbostad med lövsågerier kring verandor, balkonger och fönster. Mot Mälaren fanns en inglasad veranda i två våningar. Sadeltaket hade svagt fall och täcktes av skifferplattor.

## Kallhälls gård under Bolinders

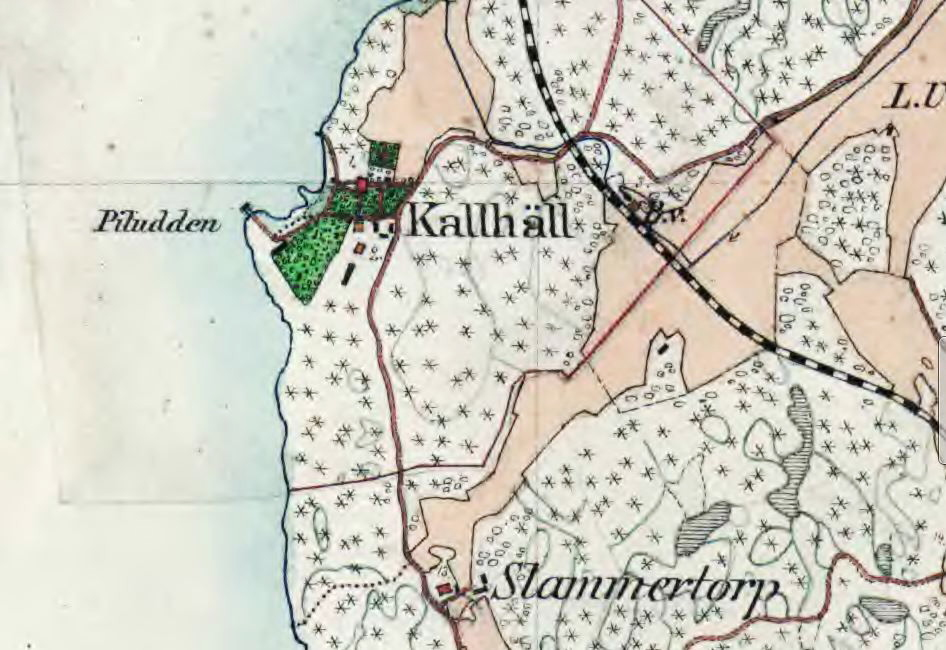
Kallhälls gård omkring sekelskiftet 1900.

J. & C. G. Bolinders Mekaniska Verkstads AB förvärvade år 1906 Kallhälls gård med ägor och byggde sina nya verkstädern vid Mälarstranden intill gårdsbyggnaden. Firman hade vid 1900-talets början blivit allt mer trångbodd inne i Stockholm och därför började man leta efter tomtmark utanför staden. 1906 hittade Bolinders ett lämpligt markområde i Järfälla. Ordförande i styrelsen i Bolinder var C. H. Heurlin. Han var dessutom grosshandlare och konsul. År 1906 köpte C. H. Heurlin Kallhälls gård och överlät nästan omedelbart köpet på själva bolaget och dess VD Erik August Bolinder. Gårdens huvudbyggnad blev representationsbostad åt företaget. Samtidigt upphörde gårdens jordbruksverksamhet. 
År 1907 stod de första fyra verkstäderna klara. Dessa var ett gjuteri, en pressarverkstad, en spisverkstad och en kraftstation. 1909 påbörjas tillverkningen vid fabriken som i första hand bestod av gjutning av spisar, kaminer och köksutrustning som stekpannor och grytor med mera. Fabriken expanderade och växte så småningom ut till en av Stockholmstraktens större industrier. I 1910 års mantalslängder upptas 250 personer som boende vid Kallhäll. 1956 uppgick arbetsstyrkan till 695 personer av vilka de allra flesta bodde i Kallhäll. Bolinders, senare Svenska Maskinverken, var fram till dess att företaget såldes 1979 den ojämförligt största industrin i kommunen.
År 1943 utfördes en hårdhänt om- och tillbyggnad till kontor efter ritningar av arkitekt Lennart Tham. Vid ombyggnaden togs all dekor bort och fasaderna slätputsades. Samtidigt tillkom en ny vindsvåning under ett brutet och valmat tak. Huset ägdes av Svenska Maskinverken under åren mellan 1956 och 1979.

## Historiska bilder

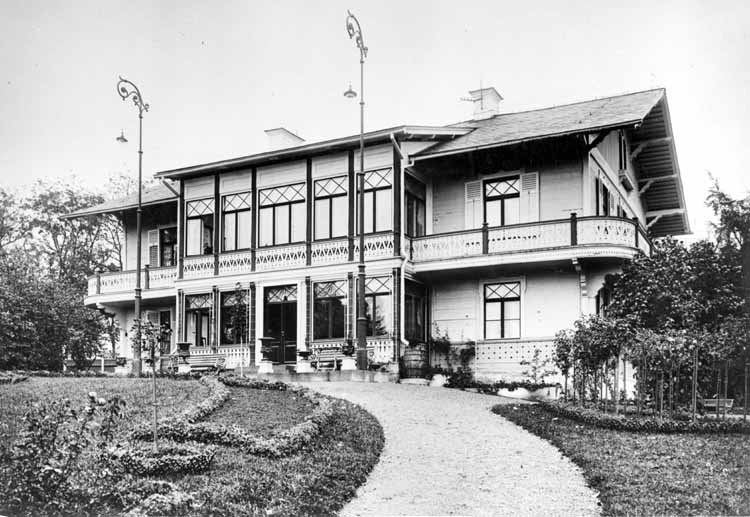
Sjösidan, fasad mot väster, 1907.
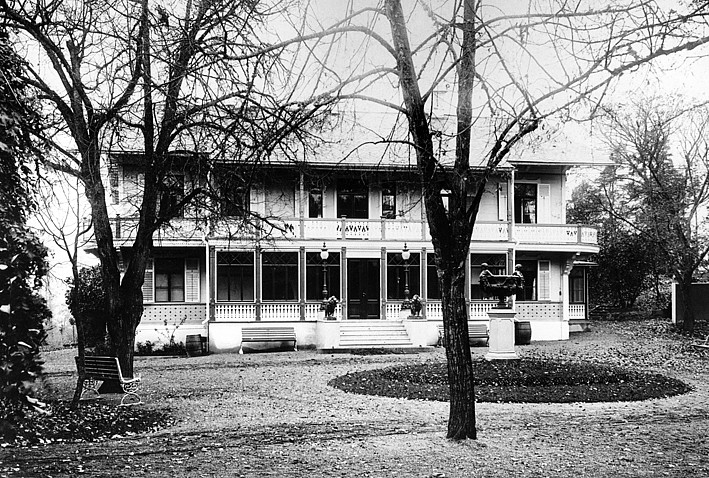
Entrésidan, fasad mot öster, 1907.
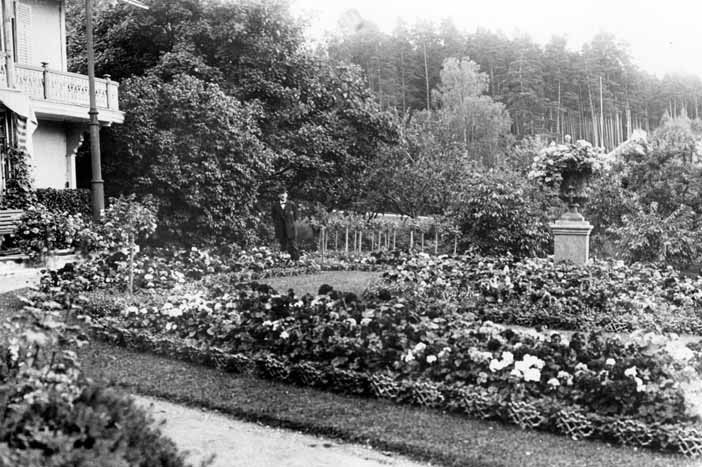
Trädgården på 1920-talet.
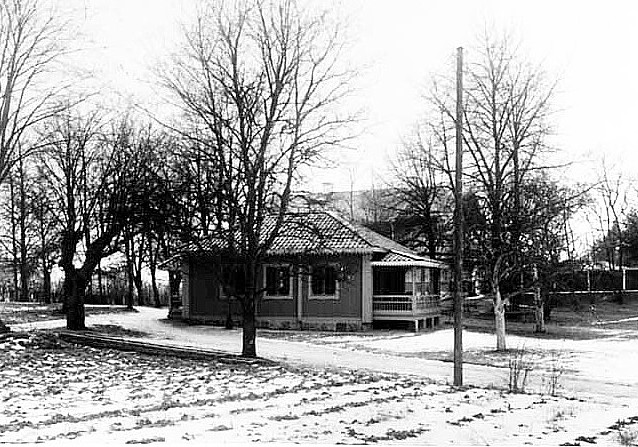
Biljardsalongen 1907.
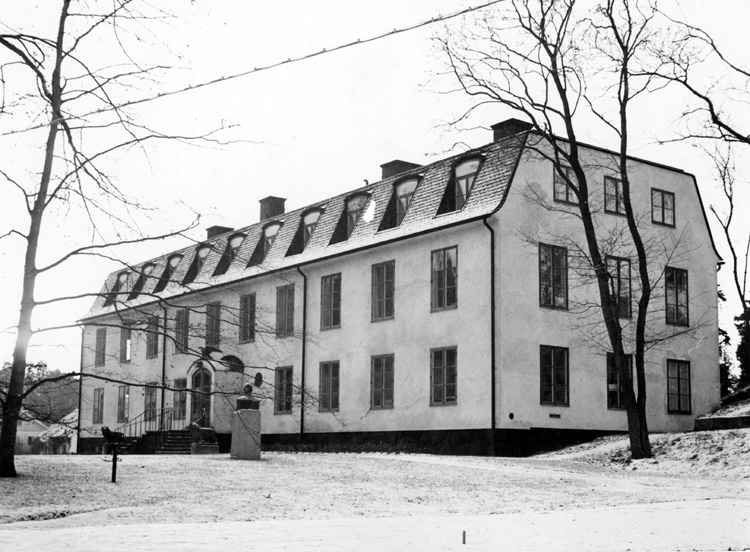
Efter ombyggnad till kontor 1947.

## Kallhälls gård idag
Efter en rad olika ägare förvärvades fabriksområdet och Kallhälls gård 1998 av JM AB för exploatering av bostäder. År 2001 antogs den nu gällande detaljplanen som medger att bygga ut området med omkring 500 till 600 lägenheter. Gårdens huvudbyggnad är Q-märkt i detaljplanen. JM uppförde sedan bostadsområdet Bolinder strand vars huvuddel stod färdig år 2015. De gamla industribyggnaderna samt Kallhälls gård har integrerats i den nya bebyggelsen. Själva gården har efter en tids förfall byggts om till åtta bostadsrättslägenheter. Utöver huvudbyggnaden finns även Biljardsalongen bevarad samt allén.

## Nutida bilder

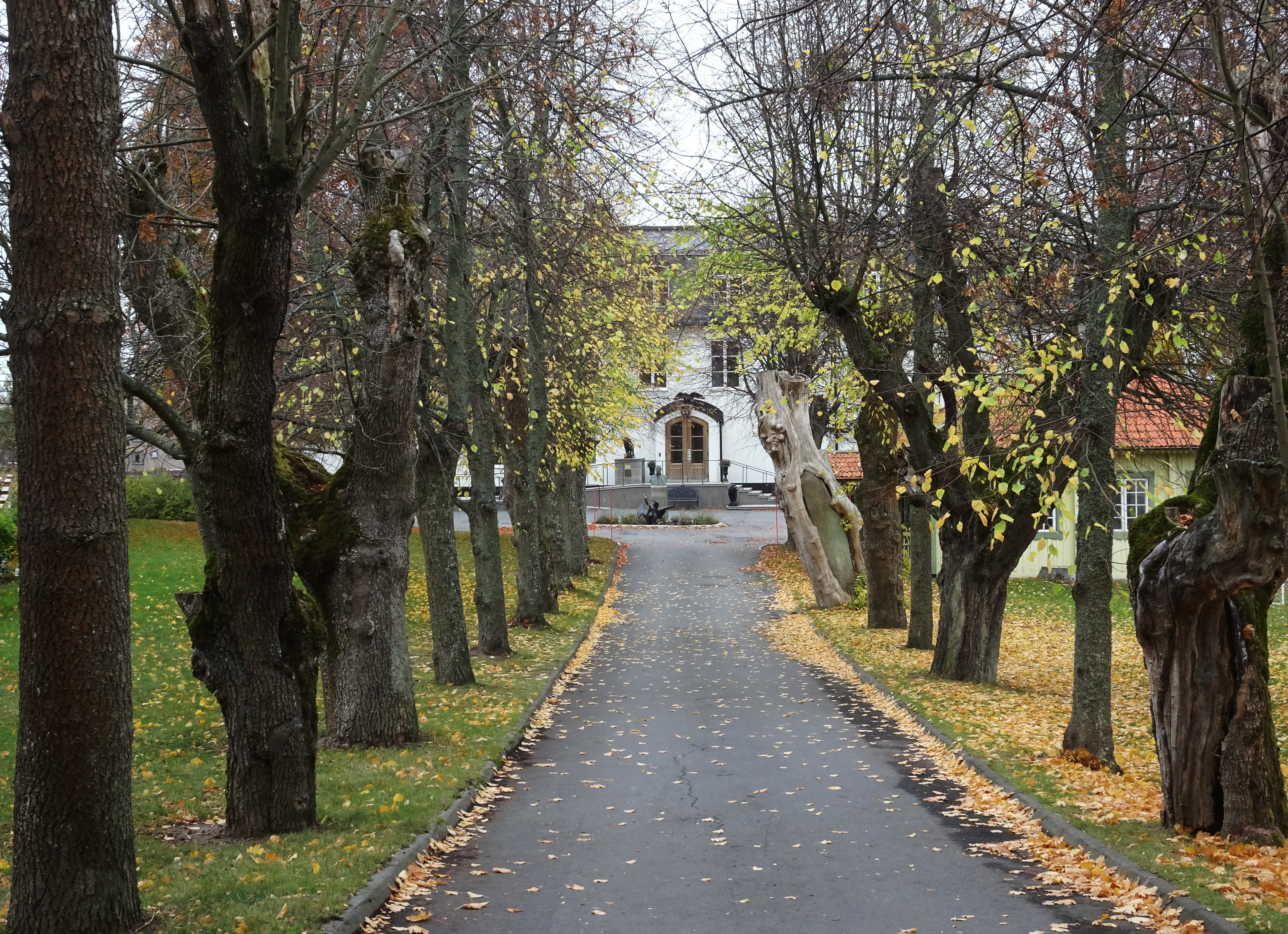
Allén mot huvudbyggnaden.
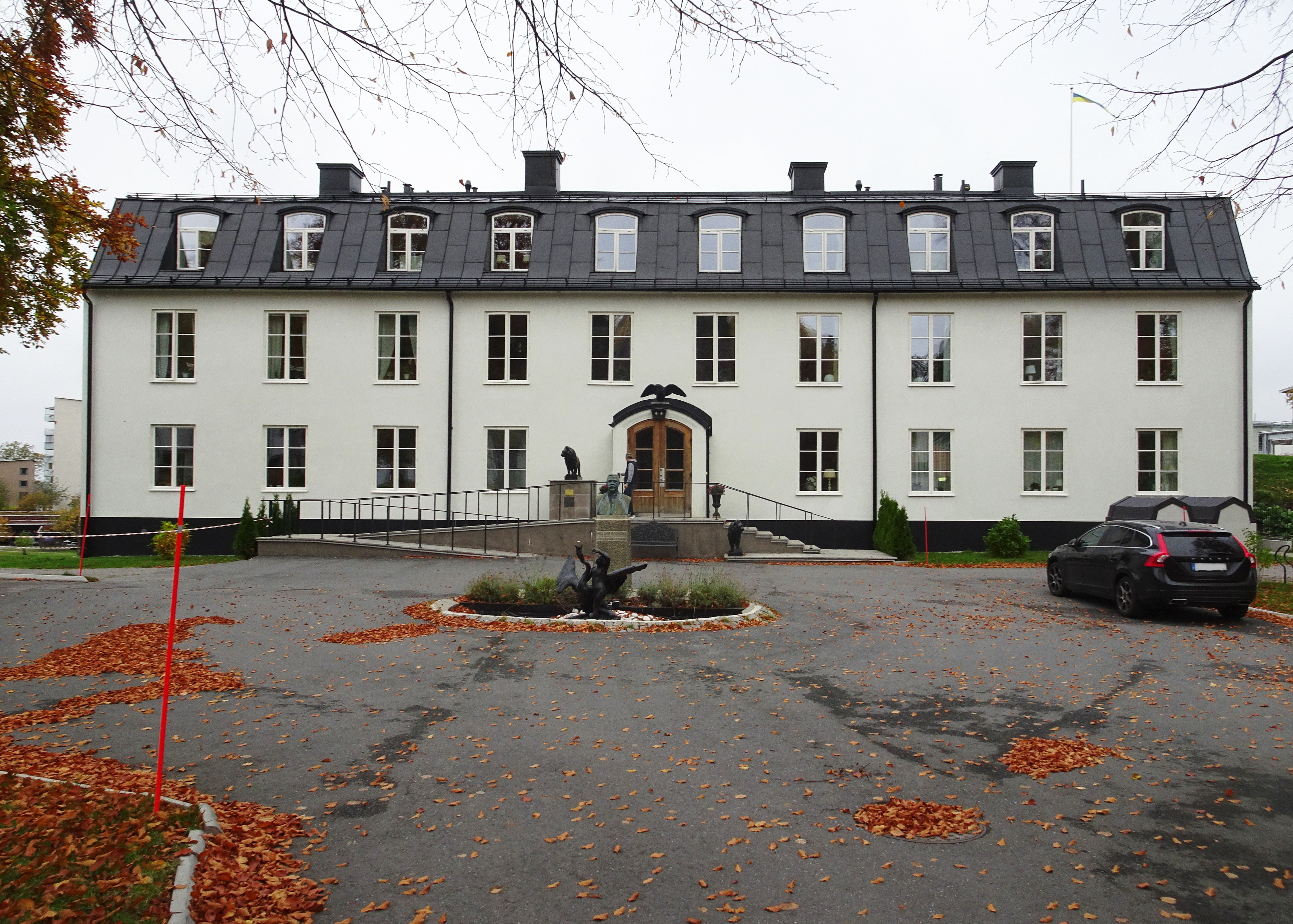
Entrésidan.
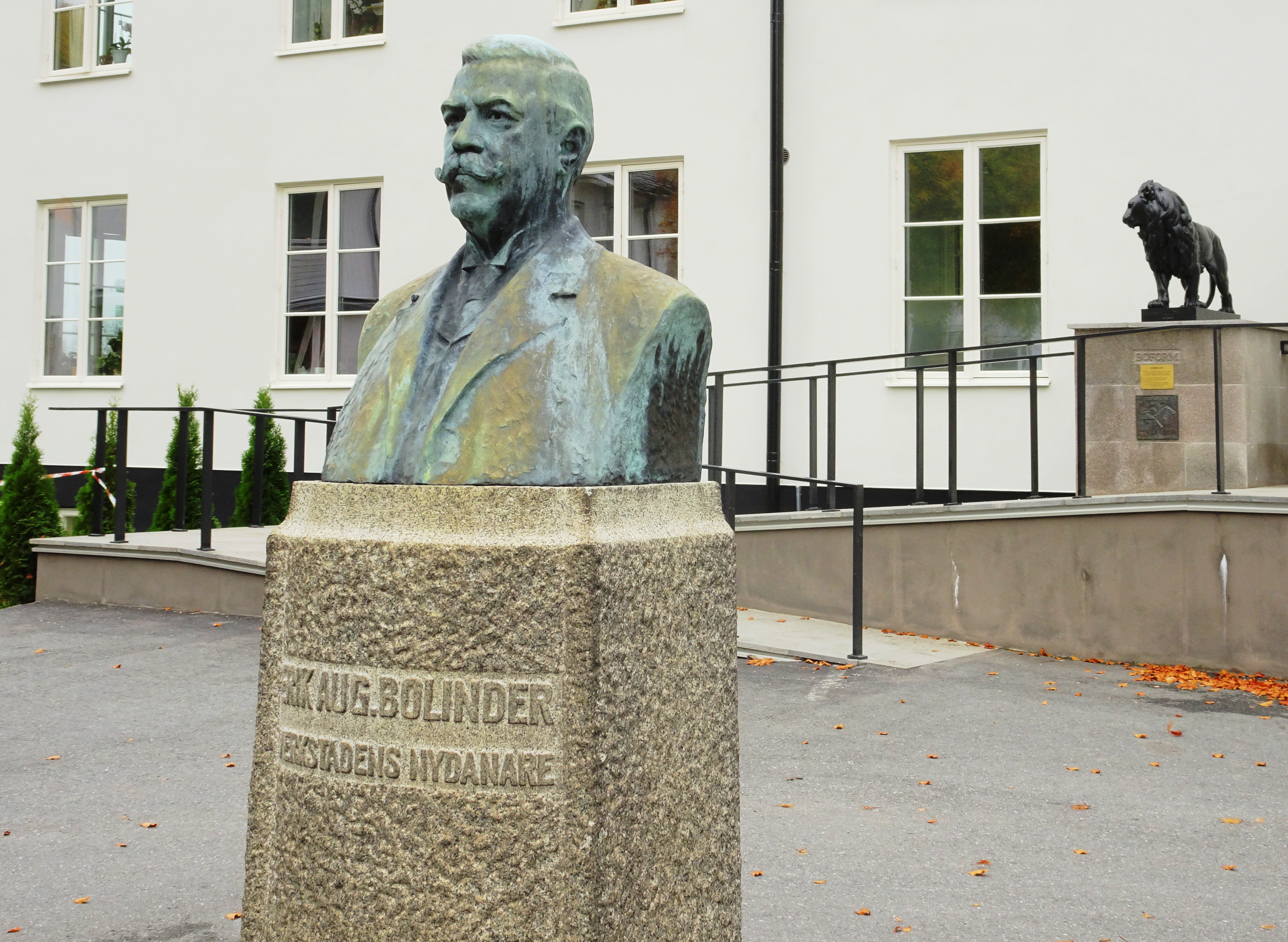
Erik August Bolinder framför gården.
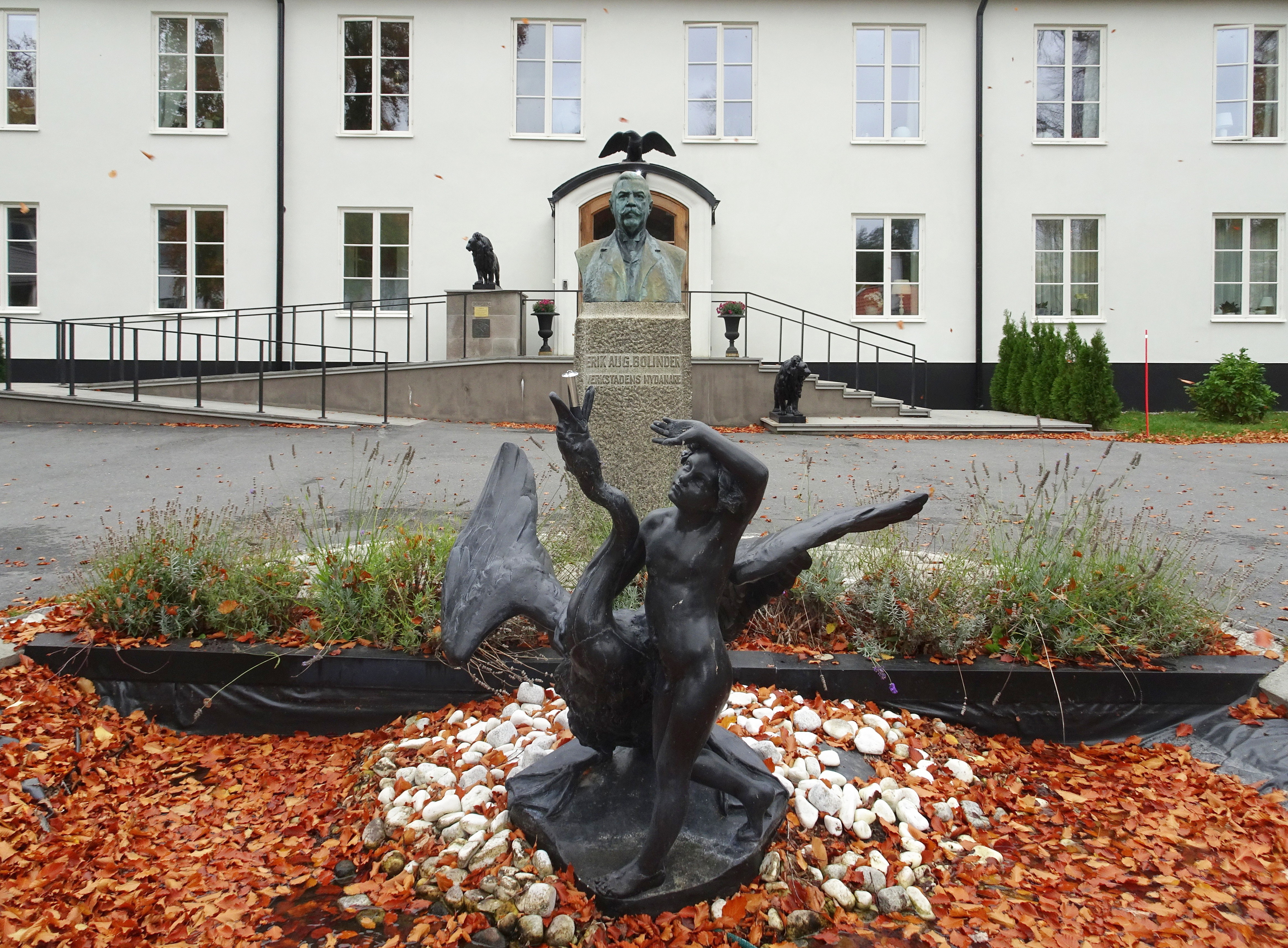
Fontänen framför huvudentrén.
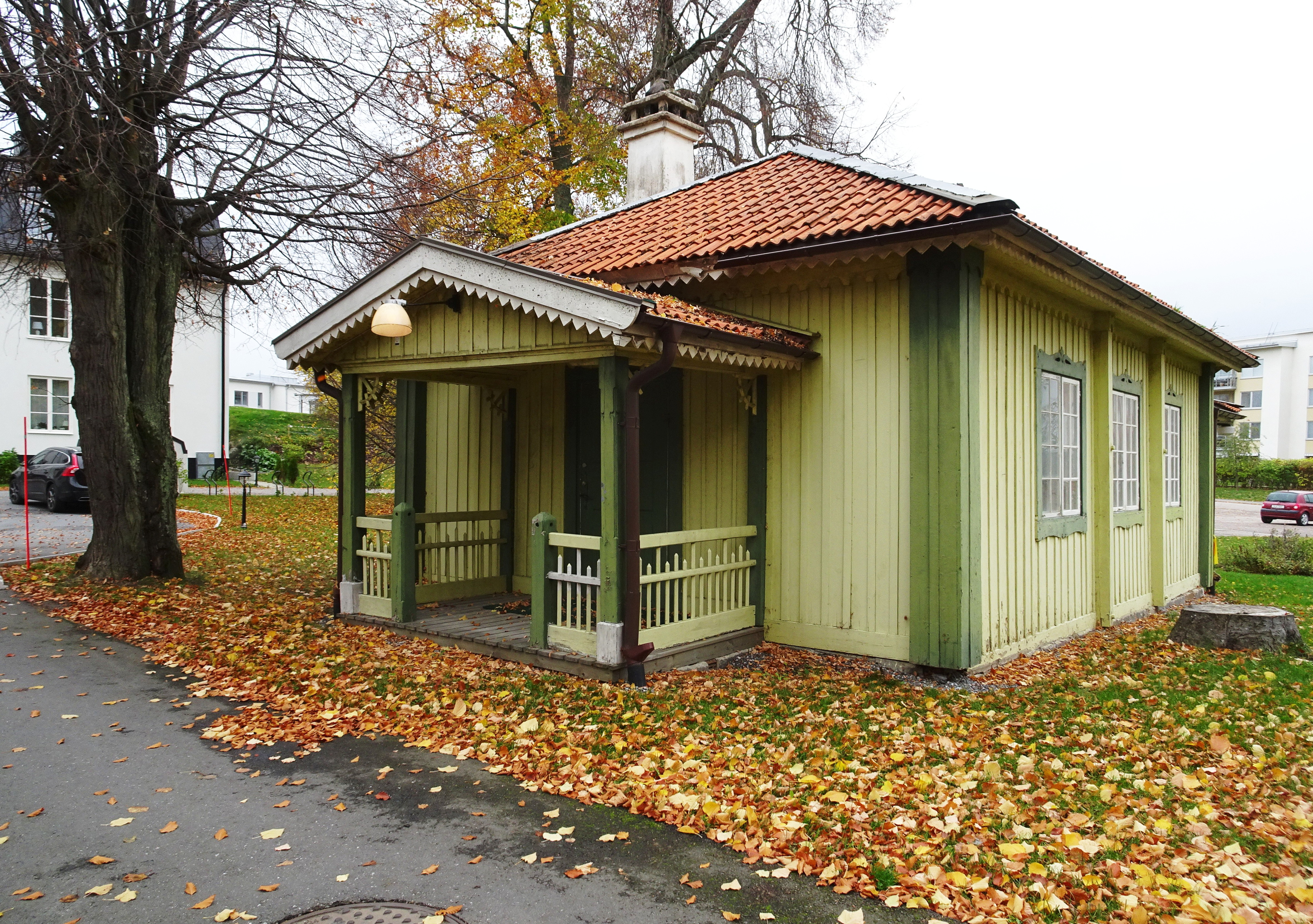
Biljardsalongen.

## 2014 års byggnadsmärke

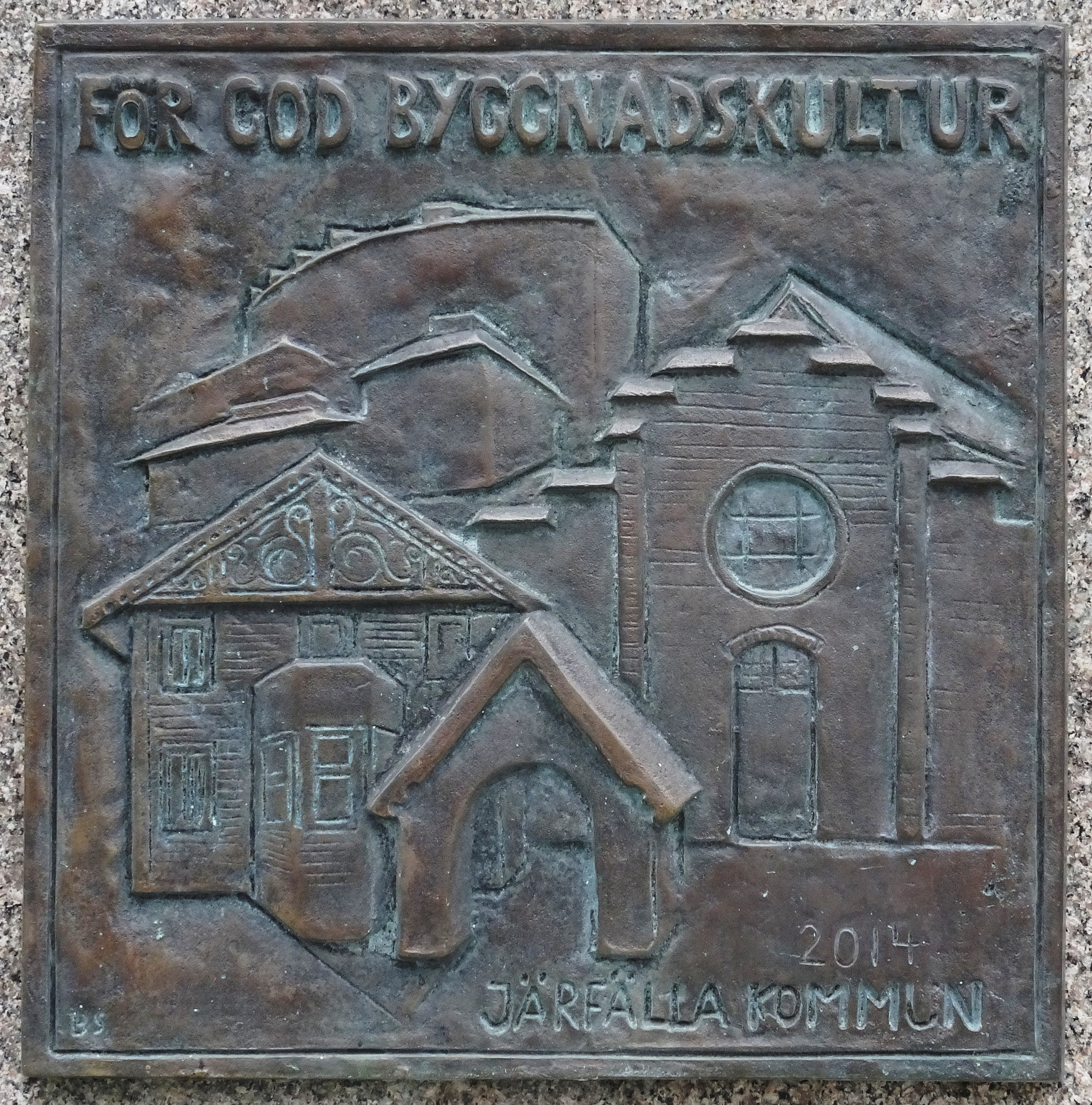
Järfälla byggnadspris, plakett.

2014 års byggnadsmärke delas mellan Kallhälls gårds ombyggnad och anläggningen av Kyrkparken i Barkarbystaden. Ett hedersomnämnande gick till Flottiljens äldreboende. Varje år delar Järfälla kommun ut ett byggnadsmärke För god byggnadskultur vid uppförande av nya byggnader och anläggningar eller vården av kulturhistoriskt, miljömässigt eller konstnärligt värdefulla byggnader och anläggningar i Järfälla.
Kallhälls gård i Bolinder strand - "Familjen Bolinders sommarbostad sedan 1906, har getts nytt liv. Från att ha byggts om från sommarbostad till kontor på 1930-talet och sedan tjänat som byggplats åt JM har byggbolaget Boform Fastighetsutveckling i år tagit ett helhetsgrepp och restaurerat och byggt om huset till moderna bostäder." Projektledare är Hadi Nowlu på Boform. Arkitektbyrå är Argark med arkitekterna Anja Geigant och Anders Rehnberg.